# KB손해보험
KB손해보험은 대한민국의 손해보험 회사로 KB금융그룹의 자회사이다. KB손해보험의 미션은 '고객이 안전한 삶과 사업을 영위할 수 있도록 안심과 희망을 제공한다'로 비전은 '고객선호도 1위 보험사'이며 핵심 가치는 '고객지향, 변화주도, 프로의식, 투명성, 소통과 협업' 등이다. 1978년 영국 런던, 1987년 미국 뉴욕, 1988년 일본 도쿄, 1995년 중국과 베트남 등에 주재사무소를 설치해 해외 진출을 위한 초석을 마련하였다. 1996년 3월부터 2018년 12월까지는 손보업계 최초 긴급출동 서비스인 "매직카 서비스"를 실시했는데 무료 긴급출동 서비스, 자동차 구입자금 대출서비스, 안심콜 서비스 등 자동차보험에서 가능한 모든 서비스를 패키지로 제공하는 종합서비스다.

## 슬로건
- 신의와 성실의 범한해상화재 (1959년 ~ 1972년)
- 공신력을 자랑하는 범한해상화재보험 (1972년 ~ 1973년)
- 범한은 오늘의 안전과 내일의 행복을 위해 진력하고 있읍니다. (1973년 ~ 1978년)
- 사고는 갑자기 일어나지만 돈은 급히 마련할 수 없읍니다. (1979년 ~ 1981년 하반기)
- 따뜻한 손길 따뜻한 마음 (1981년 ~ 1982년)
- 범한의 맘모스 종합가정보험은 모든 위험으로부터 가정을 지켜드립니다 (1982년 ~ 1983년)
- 자동차보험은 범한화재로— (1983년 ~ 1986년)
- 자본없이도 높은 수익을 올릴수 있는 사업에 참여하십시오 (1986년 ~ 1987년)
- 손보사 경영실적평가 1위인 범한화재 (1987년 ~ 1988년)
- 럭키금성의 범한화재가 여러분을 손해보험 전문경영인으로 초빙합니다 (1988년)
- 새로운 이름,새로운 서비스로 고객제일주의를 지향하는 럭키화재 (1988년 ~ 1989년)
- 자동차 상해·화재 장기보험은 럭키화재해상 (1989년 ~ 1990년)
- 고객에게 안심을 드리는 럭키화재 (1990년)
- 21세기의 새로운 보험문화를 창조해 가는 럭키화재 (1990년 ~ 1993년)
- 고객과 안심 (1990년 ~ 1995년)
- 보다 좋게,보다 빠르게,보다친절하게 (1993년)
- 24시간,신속한 자동차사고 보상서비스—럭키화재라면 안심입니다 (1993년 ~ 1994년)
- 예측할 길 없는 자동차사고-럭키화재 24시간 보상서비스가 즉각 해결해 드립니다! (1994년 ~ 1995년)
- 고객의 얼굴에 미소를,고객의 마음에 안심을—이제LG화재입니다 (1995년)
- 새해에도 초우량서비스로 더 큰 만족을 드리겠습니다 (1995년 ~ 1996년)
- LG매직-카 보험 운전자 여러분,이제-마음 푹 놓고 삽시다! (1996년 ~ 1997년)
- 따로 돈들이지 맙시다! (1997년)
- 자동차보험에도 품질이 있습니다 (1997년 )
- Excellent LG화재! (1998년 ~ 2000년)
- 초우량보험사AA,LG화재! (1998년 ~ 1999년)
- 보험의 First Class-LG화재 (1999년 ~ 2001년)
- 상담에서 가입,결제,서비스까지 한번에 원클릭!인터넷 LG화재 (1999년)
- 대한민국 보험회사 (2000년 ~ 2002년)
- 필요할땐 언제나 (2002년 ~ 2004년)
- 차와 당신만을 생각합니다 (2004년 ~ 2006년)
- Life is Great! (2006년 ~ 2010년)
- 희망파트너 (2010년 ~ 2015년)
- LIG손해보험의 새이름 (2015년 ~ 2016년)
- 국민의 평생 희망 파트너 (2015년 ~ 2020년)
- 국민과 함께 희망을 쓰다 (2016년 ~ 2017년)
- KB손해보험과 함께하면 희망이 쫙 (2017년)
- 당신곁에 당신의 보험 (2017년 ~ 2018년)
- 희망을 안다 희망으로 안다 (2018년)
- 희망 가득한 보험 (2018년)
- 새상을 바꾸는 보험 (2021년 ~ 현재)

## 연혁
- 1959. 1. 27. 범한해상보험주식회사 창립
- 1970. 4. 3. 락희그룹에서 인수
- 1976. 6. 23. 증권거래소 상장
- 1988. 6. 21. 럭키화재해상보험으로 사명 변경
- 1995. 6. 1. LG화재해상보험으로 사명 변경
- 1999. 11. 1. LG그룹에서 계열 분리
- 2000. 1. 17. 럭키자동차보험손해사정㈜ 인수
- 2006. 4. 1. LIG손해보험으로 사명 변경
- 2009. 10. 23. LIG재산보험(중국)유한공사 계열 편입
- 2014. 12. 24. KB금융그룹 편입 금융위원회 승인
- 2015. 6. 19. 미국 금융지주회사 자격 취득
- 2015. 6. 24. KB손해보험으로 사명 변경
- 2017. 7. 21. KB금융그룹 지분 100% 인수

## 사업장 현황

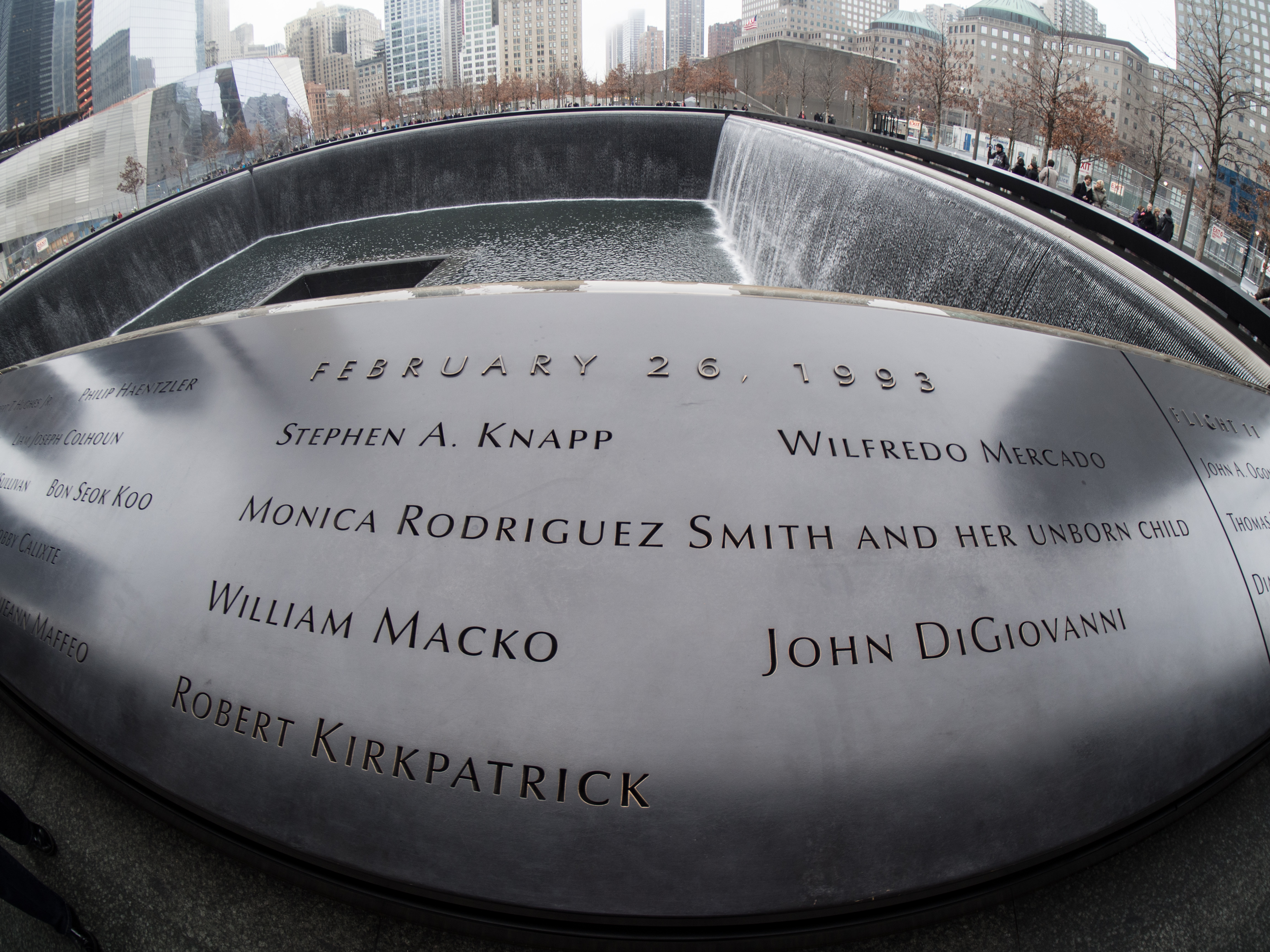
전 LG화재해상보험 미국 지점장 구본석(具本錫)의 이름을 새겨 놓은 9·11 메모리얼 북쪽 풀(North Pool)에 있는 N-73번 패널.

- 본점: 서울특별시 강남구 테헤란로 117 (역삼동, KB손해보험빌딩)
- 미국지점: 미국 뉴저지주 포트리 400 켈비가
  - 옛 주소: 월드 트레이드 센터 북 타워
- 인재니움사천: 경상남도 사천시 곤양면 광포길 22 (대진리 산 78-1)
- 인재니움수원: 경기도 수원시 장안구 팔달로303번길 2 (영화동)